# Johannes Prelle
Johannes Karl Wilhelm Gustav Prelle (* 14. Juni 1875 in Prezelle; † 19. Januar 1947 in Winsen (Aller)) war ein deutscher Theologe und Politiker (DHP).

## Leben
Prelle wurde als Sohn eines Pastors geboren. Nach dem Abitur am Gymnasium Johanneum Lüneburg studierte er Evangelische Theologie an den Universitäten in Erlangen, Berlin und Göttingen. Im Anschluss arbeitete er neun Jahre lang als Vereinsgeistlicher für Innere Mission. Während des Ersten Weltkrieges war er vom 1. Oktober 1914 bis zum 1. Juni 1916 Feldgeistlicher. Von 1916 bis 1924 war er zweiter Pastor und danach bis 1945 erster Pastor an der Neustädter Hof- und Stadtkirche St. Johannis in Hannover. Nach 1933 war er Mitglied der Bekennenden Kirche.
Neben seiner pastoralen Tätigkeit war Prelle Vorstandsmitglied des Verbandes Evangelischer Arbeiter- und Volksvereine Niedersachsen, Ehrenvorsitzender des Ausschusses des Verbandes hannoverscher Jungmädchenvereine, Vorstandsmitglied des Landesvereins für innere Mission in Hannover, Vorstandsmitglied des Friederikenstiftes in Hannover und Mitglied des Hannoverschen Landbundes.
Prelle trat in die Deutsch-Hannoversche Partei (DHP) ein und war von 1919 bis 1921 für die Regierungsbezirke Hannover, Hildesheim und Lüneburg Mitglied der Verfassunggebenden Preußischen Landesversammlung. Im Februar 1921 wurde er als Abgeordneter in den Preußischen Landtag gewählt, dem er ohne Unterbrechung bis 1932 angehörte. Von 1924 bis 1928 war Mitglied der Fraktion Wirtschaftliche Vereinigung und von 1928 bis 1932 der Deutschen Fraktion. Im Parlament vertrat er den Wahlkreis 15 (Ost-Hannover).